# Deutsche Dreiband-Meisterschaft 1949

Veranstaltungsort: Düsseldorf

Die Deutsche Dreiband-Meisterschaft 1949 (DDM) war die 17. Ausgabe dieser Turnierserie und fand vom 24. bis 27. März in Düsseldorf, Nordrhein-Westfalen statt.

## Geschichte
August Tiedtke stellte den bis dahin geltenden Rekord von Otto Unshelm von vier Siegen hintereinander ein. Schon 1947 hatte er den, auch von Unshelm gehaltenen Rekord, von sechs Gesamttiteln eingestellt. In diesem Jahr gewann er seinen insgesamt achten Dreiband-Titel. Dies sollte sich auch bis 1954 nicht ändern, erst dann würde er vom Titelträger von 1939, Ernst Rudolph, geschlagen werden. Tiedtke gewann, wie schon so oft, ohne Machtverlust. Alle Bestleistungen gingen ebenfalls auf sein Konto, auch wenn er sich die der Höchstserie (HS) von sieben mit dem fünftplatzierten Willy Pesch teilen musste. Siegfried Spielmann konnte seine mittelmäßige Leistung vom Vorjahr wettmachen und wurde Vizemeister.

## Modus
Es spielte „Jeder gegen Jeden“ (Round Robin) auf 50 Punkte mit Nachstoß.

## Abschlusstabelle
| MP    | Match Points (Sieger = 2; Unentschieden = 1; Verlierer = 0) |
| Pkte. | Erzielte Karambolagen                                       |
| Aufn. | Benötigte Versuche                                          |
| GD    | Generaldurchschnitt                                         |
| BED   | Bester Einzeldurchschnitt eines Spielers                    |
| HS    | Höchstserie                                                 |
|       | Bester GD des Turniers                                      |
|       | Bester ED des Turniers                                      |
|       | Beste HS des Turniers                                       |
|       | 1. Platz (Gold)                                             |
|       | 2. Platz (Silber)                                           |
|       | 3. Platz (Bronze)                                           |

| 1                          | August Tiedtke (Düsseldorf)     | 16:0 | 400   | 449 | 0,890 | 1,086 | 7 |
| 2                          | Siegfried Spielmann (Immigrath) | 12:4 | 363   | 643 | 0,564 | 0,675 | 6 |
| 3                          | Kurt Hartkopf (Solingen)        | 12:4 | 356   | 669 | 0,532 | 0,781 | 6 |
| 4                          | Peter Schuh (Düsseldorf)        | 8:8  | 364   | 638 | 0,570 | 0,724 | 5 |
| 5                          | Willy Pesch (Köln)              | 8:8  | 0,495 | 350 | 706   | 0,666 | 7 |
| 6                          | Karl Angenendt (Düsseldorf)     | 6:10 | 324   | 686 | 0,472 | 0,520 | 6 |
| 7                          | Paul Maassen (Krefeld)          | 6:10 | 346   | 747 | 0,463 | 0,581 | 5 |
| 8                          | Willi Schmitz (Düsseldorf)      | 2:14 | 333   | 691 | 0,481 | 0,526 | 5 |
| 9                          | Willy Willems (Solingen)        | 2:14 | 306   | 733 | 0,417 | 0,476 | 5 |
| Turnierdurchschnitt: 0,527 |                                 |      |       |     |       |       |   |